# مطالب الصحة الكندية عن الطعام
مطالبُ الصّحة الكنديّة عن الطعام هي مطالبٌ تشترطها وزارة الصّحة الكنديّة باعتبارها جزءًا من الحكومة الكنديّة المسؤولة عن الصّحة الوطنيّة، إذ سمحت بتحديد خمسةِ مطالب تهدفُ للحدّ من مخاطر الأمراض التي تمّ التحقّق من ارتباطها بالغذاء علميًّا، ومن ثمّ إدراج هذه المطالب ضمن الملصقات والإعلانات الغذائيّة، وقد وافقت دولٌ أخرى بما فيها الولايات المتّحدة وبريطانيا العظمى على نشر مطالبٍ صحيّة مماثلة على ملصقات الأغذيّة.

### اللوائح
تقع مسؤوليّة تطوير السّياسات واللوائح والمعايير المتعلقة باستخدام المطالب الصحيّة على الأطعمة على عاتق إدارة الصّحة في كندا، إذ تقوم بتقييم ما إذا كانت المطالب الصحيّة صادقة وليست مضلّلة من خلال مراجعة الطلبات الإلزاميّة من قِبل السوق. 
يتمّ تنظيم المطالب الصحيّة بموجب قانون الأغذية والأدوية
ولوائح الغذاء والدواء؛ إذ تنصّ المادة (1) من قانون الأغذية والأدوية على أن تكون جميع الادعاءات الصحيّة صادقة وليست مضلّلة أو خادعة.
تختلف المتطلّبات التنظيميّة التي تسمح باستخدام المطالب اختلافًا كبيرًا وذلك تبعًا لطبيعة ونوع المطالب؛ فيجوز تقديم بعض المطالب دون موافقةٍ مسبقة للسوق بشرط أن تكون صادقةً وليست مضلّلة أو خادعة، في حين أنّ المطالب الأخرى مثل الحدِّ من مخاطر الأمراض أو المطالب العلاجيّة لا يُسمح بها إلّا بعد استكمال تعديلٍ تنظيميّ يُحدّد شروط استخدامها.
يتحمل المُصنّعون مسؤوليّة دقّة جميع المعلومات على الملصقات وإعلانات الطعام والامتثال لجميع تشريعات وسياسات الغذاء ذات الصّلة بما في ذلك تلك المتعلّقة بالمطالبات الصحيّة، والوكالة الكندية للتفتيش على الأغذية هي المسؤولة عن ضمان امتثال الصّناعة لهذه المتطلّبات.